# Звір (доплив Цигли)
Звір — гірський потік в Україні у Стрийському районі Львівської області. Правий доплив річки Цигли (басейн Дністра).

## Опис
Довжина потоку приблизно 4,71 км, найкоротша відстань між витоком і гирлом — 4,09  км, коефіцієнт звивистості річки — 1,15 . Формується багатьма гірськими струмками.

## Розташування
Бере початок між горами Кичера (1140 м) та Матагів (1217 м). Тече переважно на південний захід понад горою Маківка (1058 м) і у селі Либохора впадає у річку Циглу, праву притоку річки Опору.